# Morti nel 680
| Questa pagina contiene informazioni ricavate automaticamente dalle voci biografiche con l'ausilio del template Bio e di un bot. L'aggiornamento è periodico e automatico e ricostruisce completamente la pagina. Se manca una persona in questa lista, sei pregato di non aggiungerla, ma accertati piuttosto che la sua voce biografica contenga il template Bio e che i dati anagrafici siano correttamente compilati. Se il template Bio manca, inseriscilo tu stesso o, in alternativa, metti l'avviso {{tmp\|Bio}} che ne segnala la mancanza. Se i dati riportati sono sbagliati, correggi direttamente la voce biografica; le modifiche saranno visibili in questa lista entro pochi giorni. Per chiarimenti vedi il progetto biografie. La lista contiene solo le 16 persone che sono citate nell'enciclopedia e per le quali è stato implementato correttamente il template Bio. Pagina aggiornata al 18 mag 2025. |

- 30 gennaio - Batilde, regina
- 18 aprile - Muʿāwiya ibn Abī Sufyān, califfo (n. 603)
- 30 maggio - Anastasio di Pavia, vescovo italiano
- 17 giugno - Botulfo, abate inglese
- 10 settembre - Muslim ibn 'Aqil, arabo
- 10 ottobre - Al-Husayn ibn Ali, condottiero arabo (n. 626)
- 26 ottobre - Agato di Alessandria, arcivescovo cristiano orientale egiziano
- 17 novembre - Ilda di Whitby, religiosa e santa inglese (n. 614)
- Abu l-Aswad al-Du'ali, poeta e grammatico arabo
- Gewargis I, teologo e vescovo cristiano orientale siro
- Hani ibn 'Urwa, yemenita
- Umm Salama Hind bint Abi Umayya
- Teodone I di Baviera, nobile tedesco
- Umar ibn Sa'd, funzionario e generale arabo (n. 620)
- Wencheng Kongjo, principessa cinese
- Al-Walid ibn 'Uqba, arabo